# ليونيل جيمس
ليونيل جيمس (بالإنجليزية: Lionel James)‏ هو لاعب كرة قدم أمريكية أمريكي، ولد في 25 مايو 1962 في ألباني في الولايات المتحدة.

## وصلات خارجية
- ليونيل جيمس على موقع مرجع كرة القدم المحترفة.كوم (الإنجليزية)